# Santo Domingo (Santiago Niltepec)
Santo Domingo es una localidad del municipio de Santiago Niltepec dentro del estado mexicano de Oaxaca. Siendo la tercera localidad más poblada de este municipio, solo por detrás de la cabecera municipal y El Zopilote (Teotepec).

## Ubicación
Santo Domingo, se localiza directamente 4.2 km al sur de la cabecera municipal, atravesando la carretera panamericana. En las coordenadas 16°31′37″N 94°36′20″O / 16.52694, -94.60556.